# Bottiglia di vino di Spira

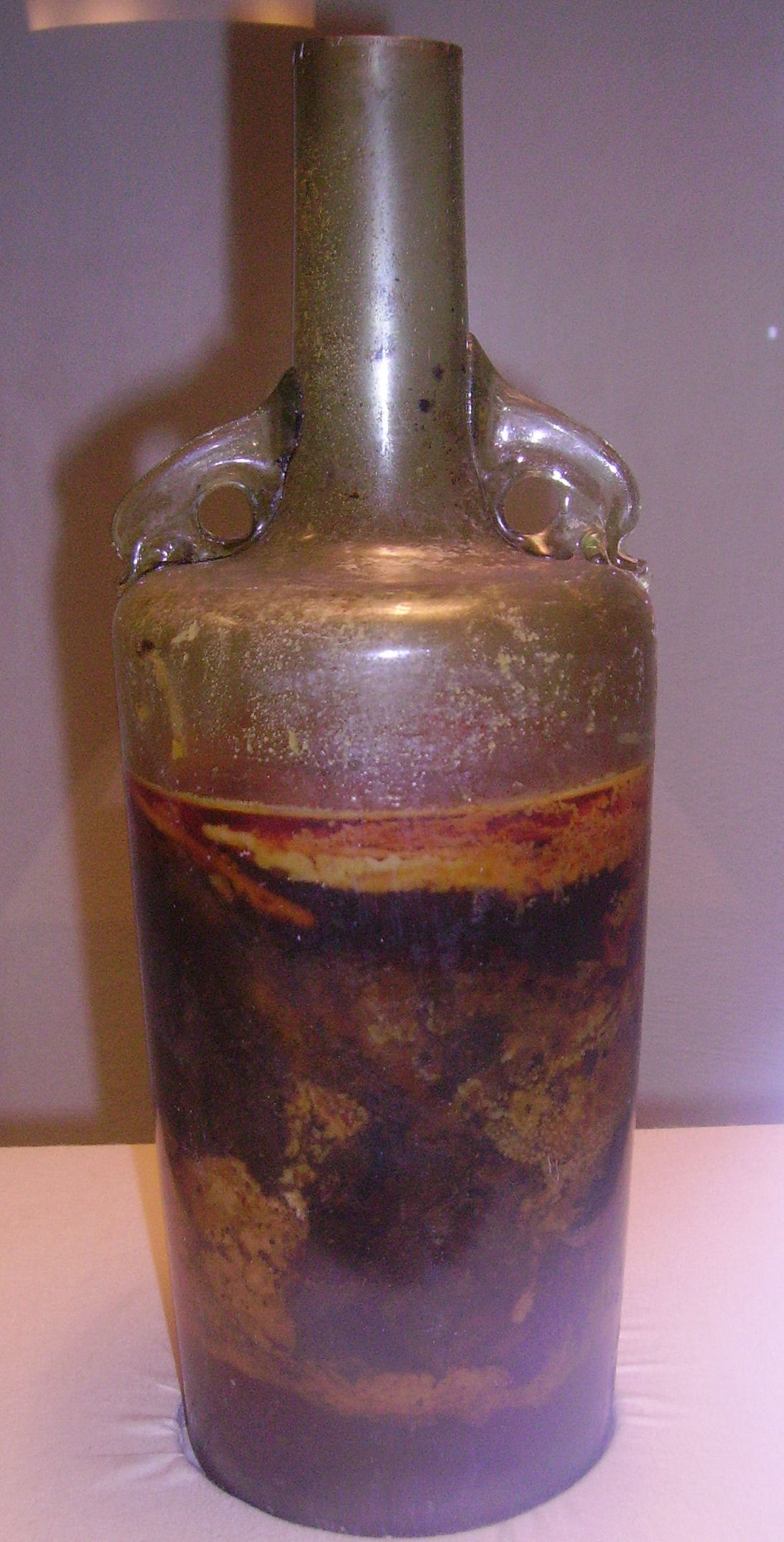
La bottiglia di vino di Spira

La bottiglia di vino di Spira (o "Römerwein") è un recipiente sigillato, all'interno del quale si presume ci sia vino, e così chiamato perché dissotterrato da una tomba romana trovata nei pressi di Spira, Germania. È considerata la più antica bottiglia di vino al mondo.

## Storia
La bottiglia di vino di Spira molto probabilmente contiene vino, e fu ritrovata nel 1867, in quella che oggi è nota come la regione di Renania-Palatinato in Germania vicino Spira, uno degli insediamenti più antichi dell'area. Da allora l'artefatto è diventato noto come "la più antica bottiglia di vino esistente al mondo".
La bottiglia è datata tra il 325 e il 350 d.C. ed è conosciuta come la più antica bottiglia di vino ancora chiusa nel mondo. Fin dalla sua scoperta, è stata esposta alla sezione dedicata ai vini al Museo storico del Palatinato in Spira, sempre esposti nella stessa posizione all'interno del museo. Il "Römerwein" è conservato nella torre del museo. È un recipiente di un litro e mezzo con i manici simili ad un'anfora, di colore giallo-verde, a forma di delfino.

## Ritrovamento
La bottiglia è stata scoperta durante uno scavo all'interno di una tomba di un aristocratico romano del IV secolo d.C. La tomba conteneva due sarcofagi romani, uno con all'interno un corpo di un uomo e l'altro di una donna. Una fonte racconta che l'uomo fu un legionario romano e il vino era una provvista per il suo viaggio nell'aldilà. Delle sei bottiglie nel sarcofago della donna e delle dieci in quello dell'uomo, solo una conteneva del liquido. C'è del liquido chiaro sul fondo, e un miscuglio simile alla colofonia sopra di esso.

## Conservazione del vino
È stato constatato che il liquido ha perso ogni traccia di etanolo, e le analisi hanno dimostrato che almeno una parte del liquido era vino. Il vino, come prodotto in quella regione, era diluito con una mistura di erbe. La conservazione del vino è dovuta al massiccio uso di olio di oliva, insieme ad un sigillo di cera sciolta. Petronio (circa 27-66 d.C.), nella sua opera, il Satyricon, scrive di bottiglie sigillate, simile a quella ritrovata. L'uso del vetro per la bottiglia è inusuale, siccome tipicamente il vetro romano era troppo fragile per essere adatto alla conservazione.
Mentre gli scienziati hanno preso in considerazione l'accesso al liquido per analizzare ulteriormente il contenuto, al 2023 la bottiglia è rimasta chiusa, a causa delle preoccupazioni su come il liquido reagirebbe se esposto all'aria. Il curatore del museo, Ludger Tekampe, ha dichiarato di non aver visto variazioni nella bottiglia negli ultimi 25 anni. La professoressa di enologia Monika Christmann della Hochschule Geisenheim University ha affermato: "Microbiologicamente parlando non è rovinato, ma non porterebbe gioia al palato."